# 孔塞普西翁奇塞里查帕
14°51′N 91°37′W / 14.850°N 91.617°W
孔塞普西翁奇塞里查帕（西班牙語：Concepción Chiquirichapa），是危地馬拉的城鎮，位於該國西部，由克薩爾特南戈省負責管轄，面積48平方公里，海拔高度2,695米，2002年人口15,912，人口密度每平方公里331.5人。